# Overfladeskib
Et overfladeskib er hvilken som helst type af krigsskibe og en krigsflådes hjælpefartøjer, som er begrænset til at operere på havets overflade. 
Udtrykket anvendes primært på moderne overflade-krigsskibe, altså ikke et neddykket fartøj, eksempelvis en ubåd. 
Overfladeskibe kan variere i størrelse fra en kutter til et hangarskib. 
Armering og taktisk anvendelse er forskellig for overfladeskibe og neddykkede fartøjer. 
Udseende og karakteristik for overfladeskibe,  er forskellig fra passagerskibe og andre skibe fra handelsflåden.
| Vandsport/vandtransport | Spire Denne vandsports- eller vandtransportsartikel er en spire som bør udbygges. Du er velkommen til at hjælpe Wikipedia ved at udvide den. |